# Monika Světnicová
Monika Světnicová (* 11. října 1967, Kraslice) je česká herečka. 
Vystudovala střední školu v Krnově, a poté ostravskou konzervatoř. Od roku 1987 působila v brněnské operetě v Redutě, poté působila v Mahenově divadle. Od roku roku 2004 je v angažmá v Městském divadle Brno.

## Role v Městském divadle Brno
- Bětuška, také Operní sbor – Proč bychom se netěšili na Smetanu
- Paní Reedová – Jane Eyrová
- Hannah Warshowsky, Sarah, Danielova sestra / Naomi – Představ si...
- Paní Brillová – Mary Poppins
- Eliščina družina – Noc na Karlštejně
- Madam Bletcher – Mladý Frankenstein
- Žebračka – Les Misérables (Bídníci)
- Brenda – Čarodějky z Eastwicku
- Ženy – Devět křížů
- Tichá, jeho žena – Noc pastýřů
- Předkové Addamsovi – The Addams Family
- Hraběnka Lýdie Ivanovna – Anna Karenina